# Toilet training

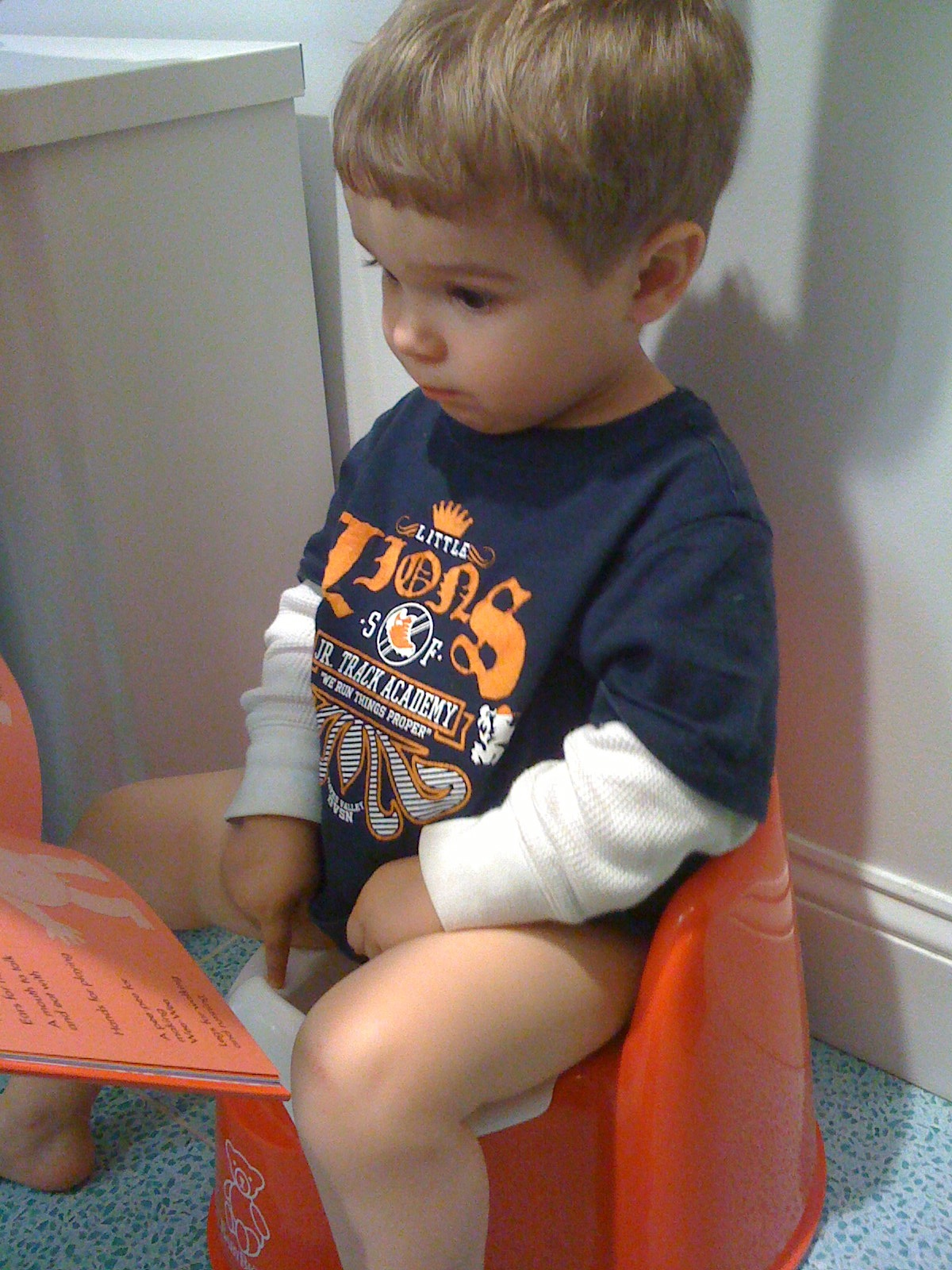
Un bambino seduto su un vasino mentre viene "addestrato" tramite il "toilet training".

Il toilet training, o potty training, è un processo educativo, attraverso il quale vengono istruiti i bambini a urinare e defecare nel water, sebbene l'allenamento possa iniziare con un dispositivo a forma di scodella più piccolo (comunemente conosciuto come vasino). I fattori culturali giocano un ruolo importante nella scelta dell'età ritenuta appropriata per il toilet training, che varia dai 12 mesi per alcune tribù in Africa ai 36 mesi degli Stati Uniti moderni. La maggior parte dei bambini può controllare il proprio intestino prima della vescica, i bambini tipicamente iniziano e finiscono più tardi delle bambine, e di solito i maschi impiegano più tempo per imparare a rimanere asciutti per tutta la notte, tuttavia dipende dalla maturità di ogni bambino in particolare.

## Pratica moderna
La maggior parte delle persone afferma che il toilet training è un compito reciproco, che richiede cooperazione, accordo e comprensione tra il bambino e il tutore, e le migliori tecniche enfatizzano la coerenza e il rinforzo positivo della punizione, rendendola piacevole per il bambino. La stragrande maggioranza degli studi si concentra su bambini dai 18 mesi in poi. Nonostante ciò, la ricerca suggerisce che i bambini di età superiore ai 24 mesi apprendono più velocemente e le femmine apprendono leggermente più rapidamente dei maschi.

### Incidenti
Gli "incidenti" da toilet training accadono quando un bambino urina o defeca in un posto inappropriato, come nella propria biancheria intima o sul pavimento. Gli incidenti sono una fase consueta del toilet training.

## Storia negli Stati Uniti
Fino alla metà del 1900, la maggioranza dei bambini ha finito il toilet training a 2 anni, ed ha smesso di urinare a letto a 3 anni. Da allora, l'età per il toilet training è aumentata notevolmente. La comodità dei pannolini usa e getta e un servizio di lavanderia più efficiente hanno potuto contribuire all'innalzamento di questa tendenza.
Nel 1957, l'età media per l'inizio del toilet training era ancora al di sotto dell'anno di età, 11 mesi, e il 90% dei bambini di 2 anni rimanevano asciutti durante il giorno.

Nel 2002, l'età media in cui i genitori riconoscevano che il loro bambino "mostrava interesse ad usare il vasino" era di 24-25 mesi, all'età di circa 3 anni rimanevano asciutti durante il giorno. Oggigiorno gli incidenti notturni sono considerati normali fino all'età di 5 o 6 anni.

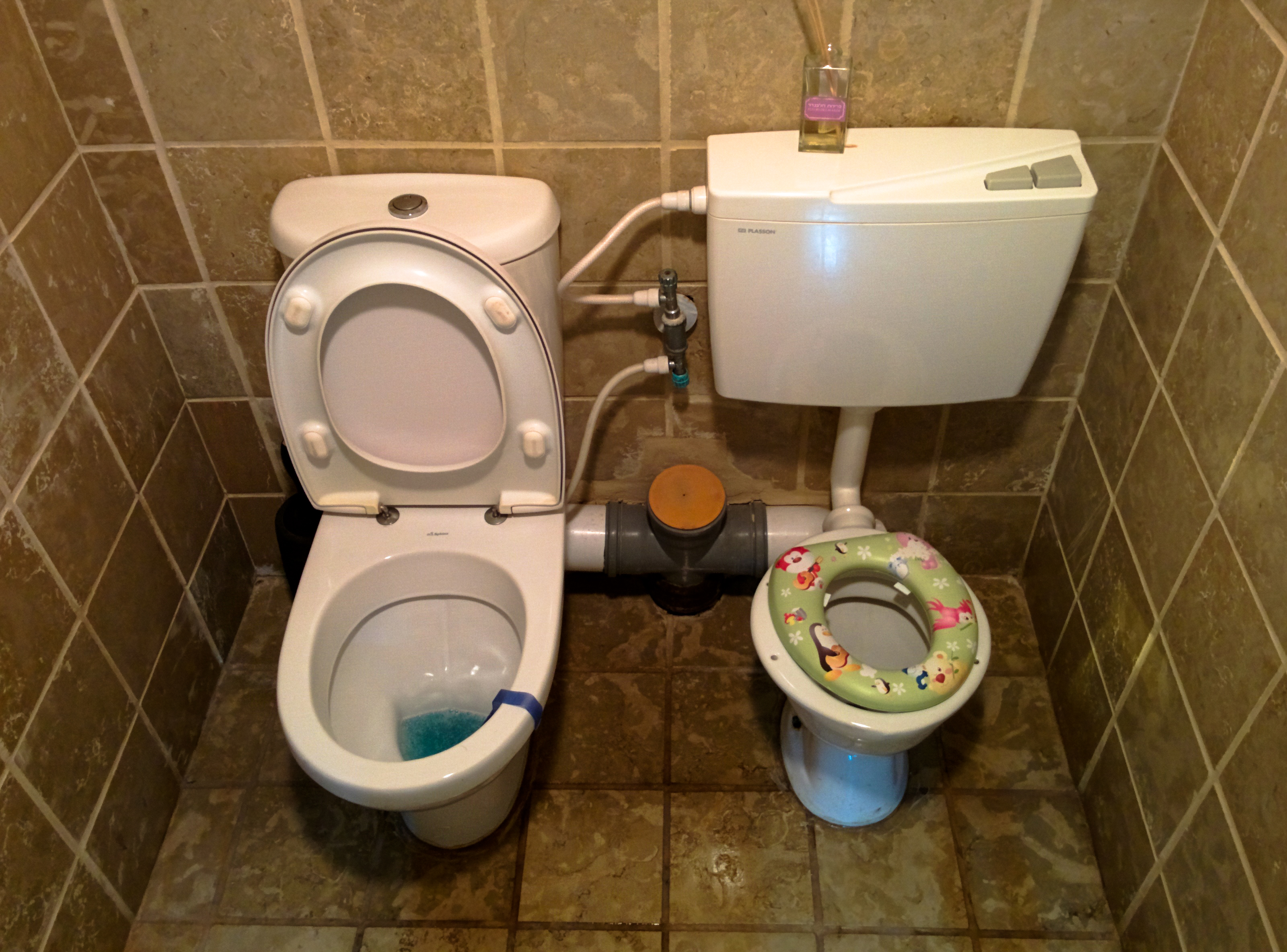
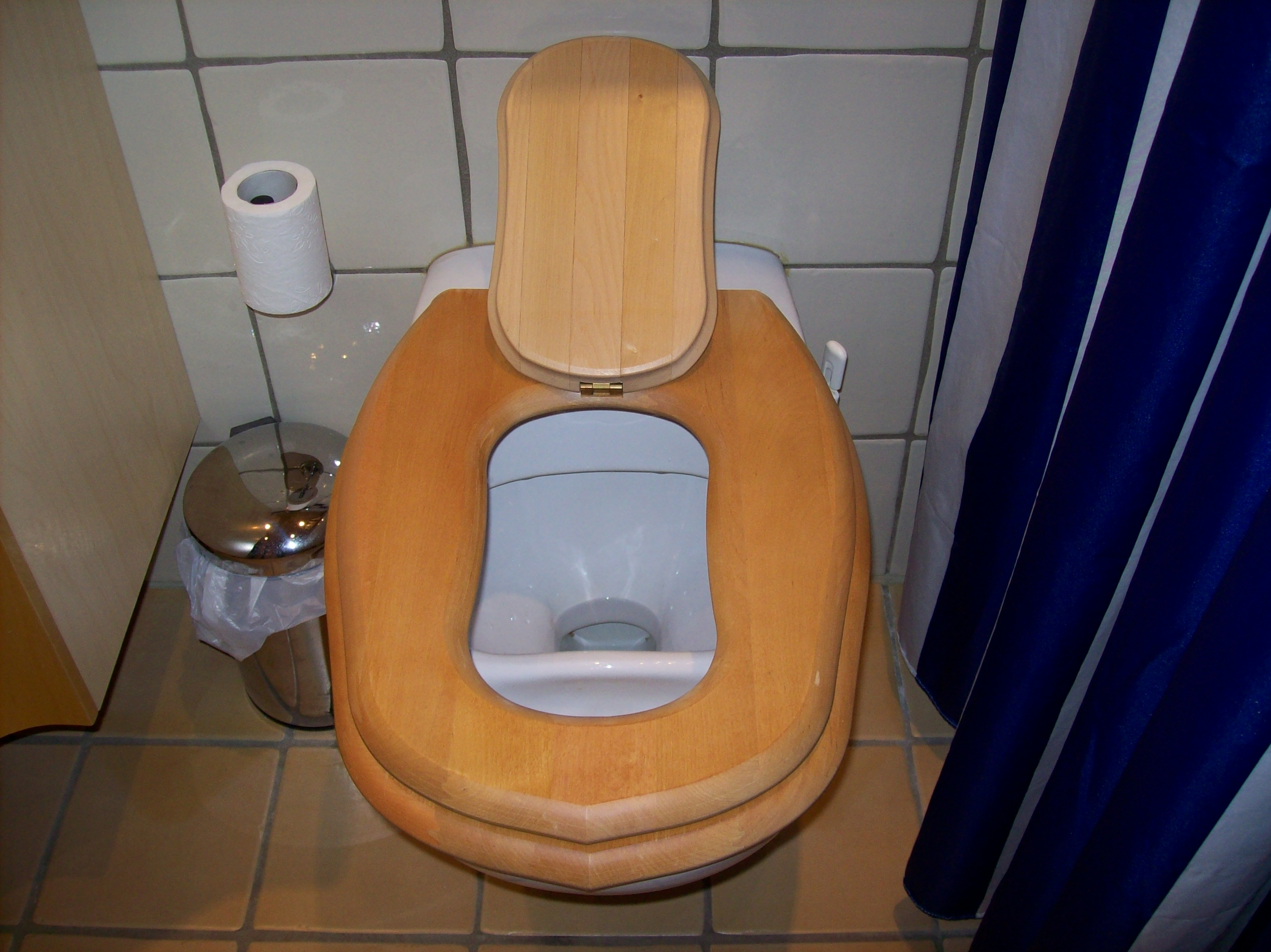
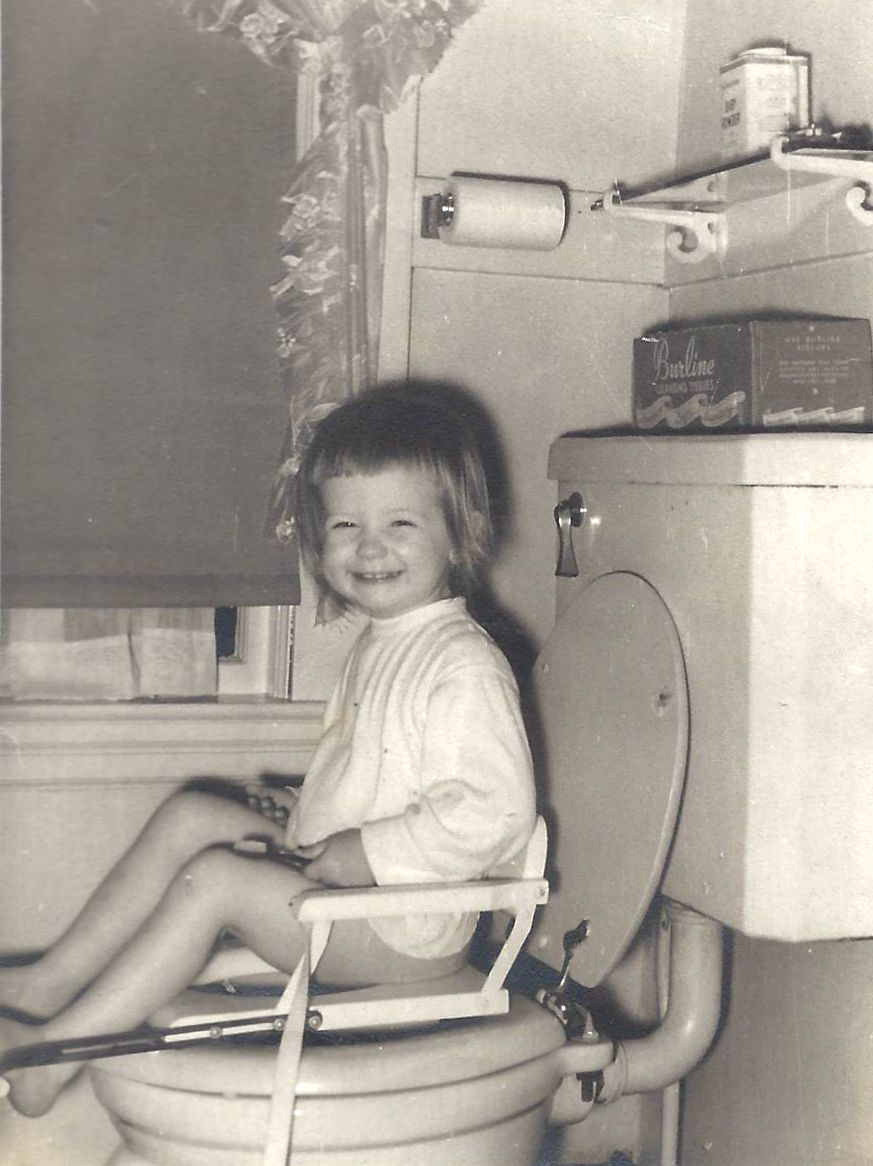